# EX-330
La carretera EX-330 es de titularidad de la Junta de Extremadura. Su categoría es local. Su denominación oficial es   EX-330 , Ronda de Badajoz.